# Gubernator (Stany Zjednoczone)

Spotkanie prezydenta Jimmy’ego Cartera i gubernatorów stanów 31 sierpnia 1978

Gubernator – w Stanach Zjednoczonych urzędnik sprawujący najwyższą władzę wykonawczą stanu lub terytorium zależnego, wybierany przez ludność.
Urząd gubernatora w Stanach Zjednoczonych wywodzi się od urzędu gubernatora w trzynastu koloniach.

## Funkcje gubernatora
W Stanach Zjednoczonych gubernatorzy są najwyższymi urzędnikami, sprawującymi władzę wykonawczą we wszystkich pięćdziesięciu stanach i w pięciu terytoriach zależnych. Odpowiadają za wdrażanie prawa stanowego i wprowadzanie nowych programów oraz projektów ustaw. Mogą to robić, korzystając z takich narzędzi jak rozporządzenia wykonawcze, budżety wykonawcze i wnioski legislacyjne. Gubernator posiada również ograniczone prawo weta wobec ustaw przegłosowanych przez stanowe parlamenty. Większość gubernatorów ma również obowiązek powoływania sędziów stanowych, często wybieranych przez nich z listy ustanowionej przez komitety nominacyjne.
W 1908 powstała organizacja National Governors Association, zrzeszająca amerykańskich gubernatorów.

## Wybór
Każdy gubernator jest wybierany w wyborach powszechnych. Jedna pełna kadencja gubernatora wynosi 4 lata we wszystkich stanach i terytoriach z wyjątkiem New Hampshire i Vermont, gdzie kadencja trwa 2 lata. W niektórych stanach istnieją ograniczenia dotyczące liczby kadencji przypadających na gubernatora, a także liczby kolejnych kadencji następujących bezpośrednio po sobie.
W zależności od stanu osoba ubiegająca się o urząd gubernatora musi spełnić wymogi dotyczące wieku, zamieszkania i obywatelstwa. Wymogi dotyczące minimalnego wieku mogą wynosić do 35 lat, wymogi dotyczące posiadania amerykańskiego obywatelstwa do 20 lat, a wymogi dotyczące zamieszkiwania danego stanu do 7 lat. W niektórych stanach, na przykład Vermont, o urząd gubernatora mogą ubiegać się nawet dzieci. Najmłodszym kandydatem na gubernatora Vermont był ubiegający się w 2018 o nominację z ramienia Partii Demokratycznej trzynastoletni Ethan Sonneborn.

## Procedury w razie opróżnienia urzędu
W razie opróżnienia urzędu, funkcje gubernatora sprawuje wyznaczony zastępca. W kilku stanach i terytoriach zastępcą jest przewodniczący stanowego senatu lub stanowy sekretarz stanu.
Wszystkie stany z wyjątkiem Oregonu zapewniają możliwość impeachmentu gubernatora.